# Taller y cochera Parque Patricios (subte de Buenos Aires)
El Taller Parque Patricios y la Cochera Parque Patricios están ubicados debajo del Parque de los Patricios, entre las calle Monteagudo y la Av. Almafuerte. Su construcción se enmarca en la licitación Nº144/10 y posterior adjudicación a la UTE Techint-Dycasa en 2011 por Subterráneos de Buenos Aires. La cual también comprende las estaciones Sáenz, Córdoba, Santa Fe, Las Heras, Facultad de Derecho y la subestación rectificadora Córdoba.

## Taller
El taller está ubicado al sur del Parque de los Patricios, paralelo a la calle Uspallata. Se conecta a la línea H mediante vía simple por dos túneles, uno al oeste y otro al este. Su construcción se llevaría a cabo con una tipología cut&cover con pilotes laterales y una línea de pilotes central; aunque más tarde la constructora anunciaría su construcción con una tipología en caverna. Dispone de 150 m de vía cuádruple para el taller propiamente dicho, un puente grúa, un sector para el lavado de material rodante y oficinas.

## Cochera
La cochera, estará ubicada al norte del Parque de los Patricios, y al igual que taller se conectara por dos túneles en vía simple hacía la línea H, uno al oeste y otro al este. Su construcción responde a una tipología de túnel en su totalidad, y se dividirá en dos túneles de vía doble, uno al norte con 396 m y otro al sur de 405 m.

## Imágenes

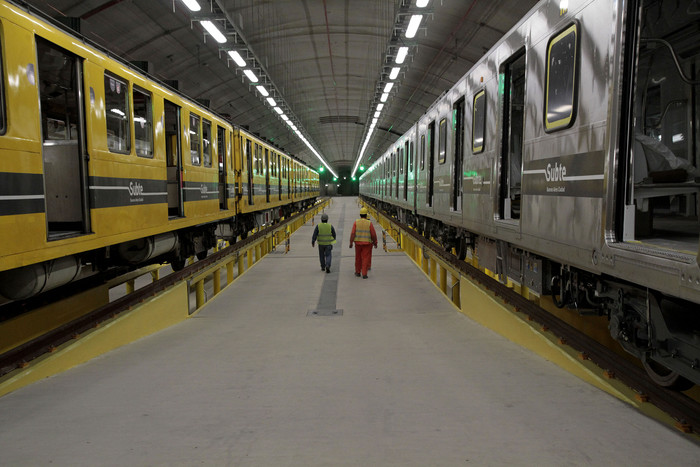
Coche Siemens (izquierda) y Alstom 300 (derecha).
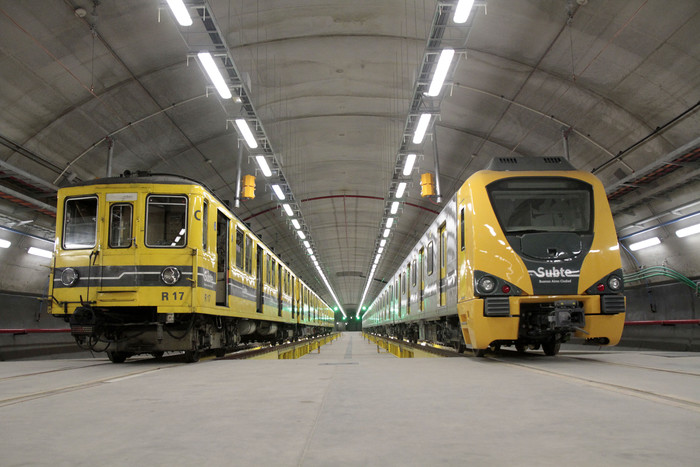
Coche Siemens (izquierda) y Alstom 300 (derecha).
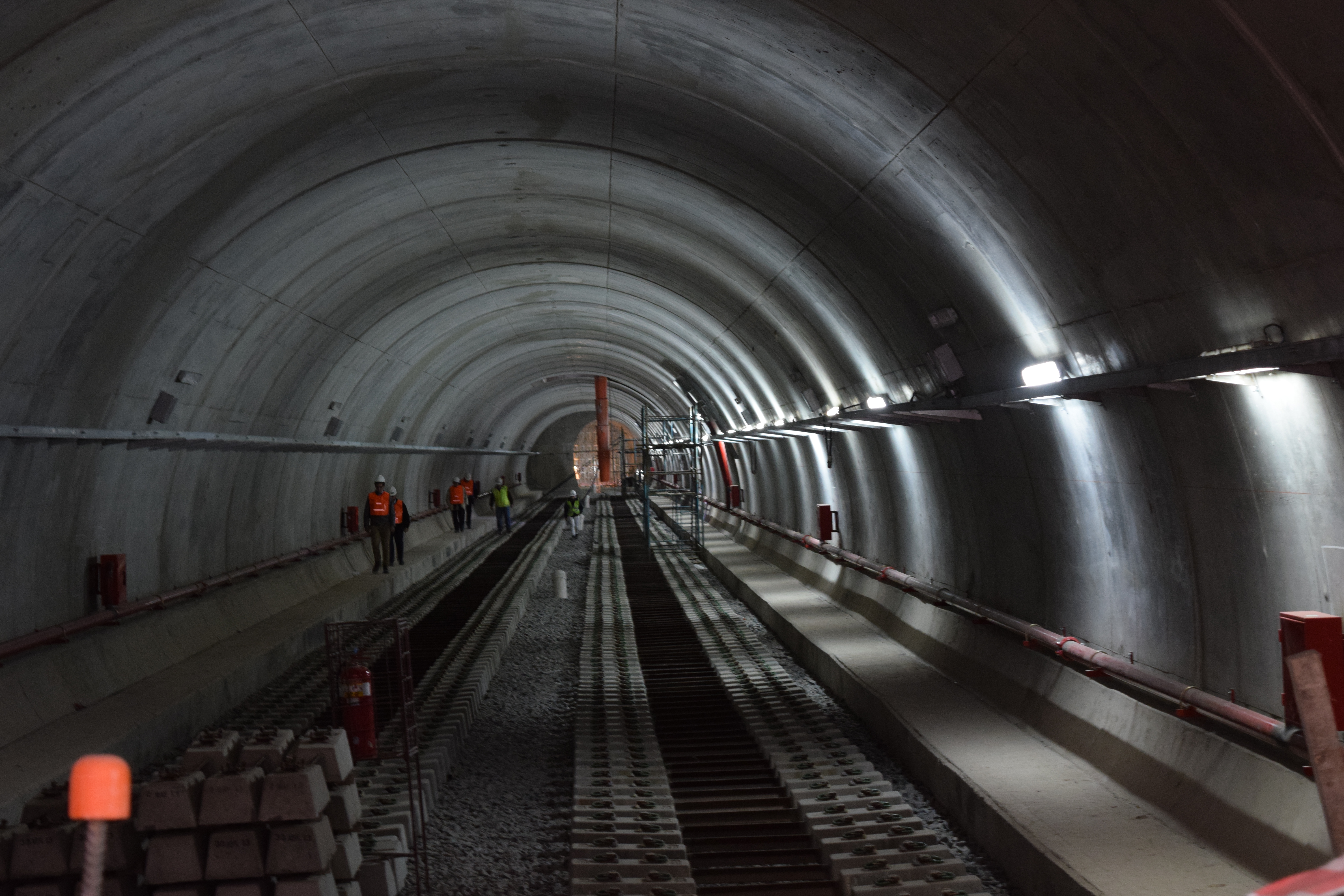
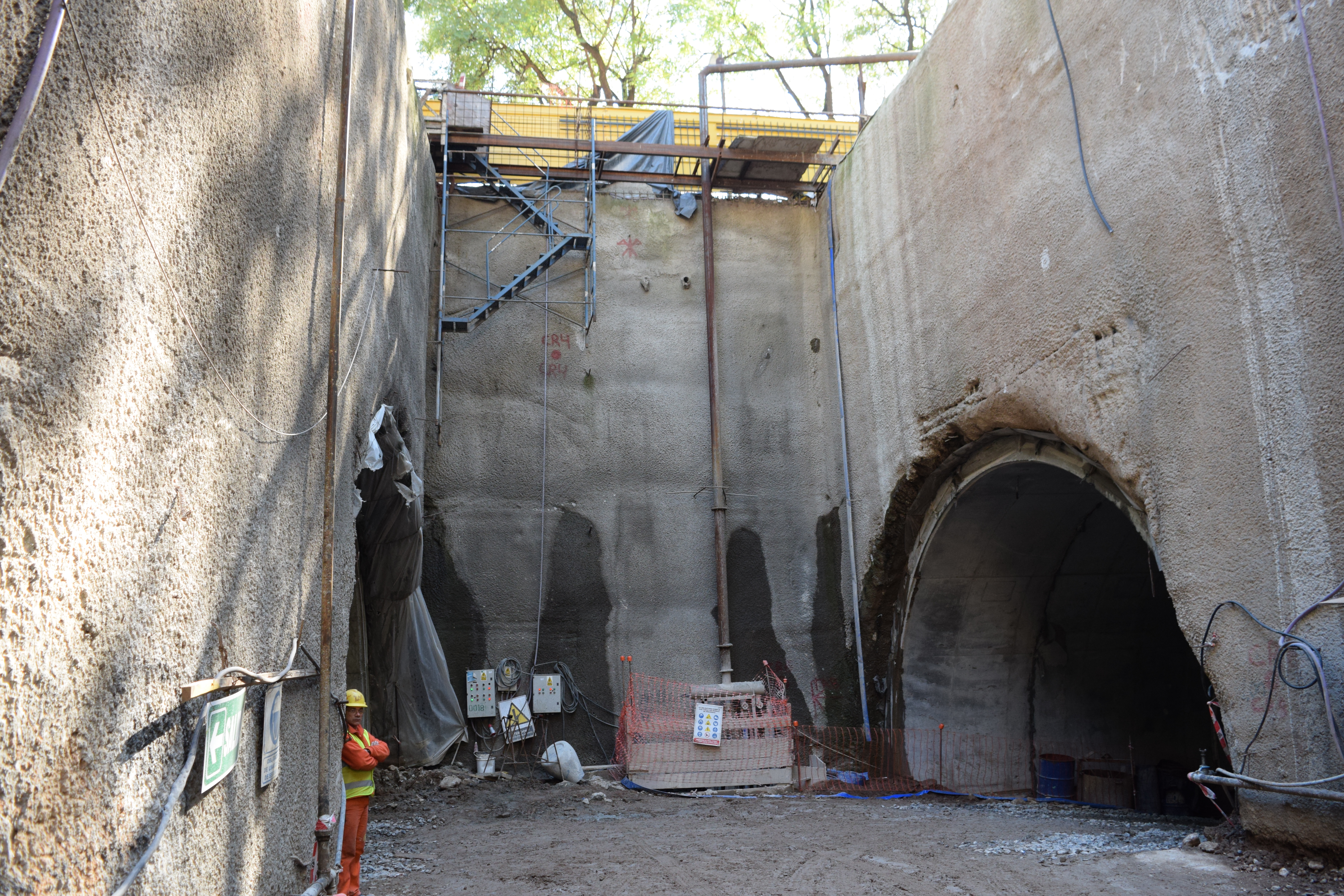
Pozo de ataque
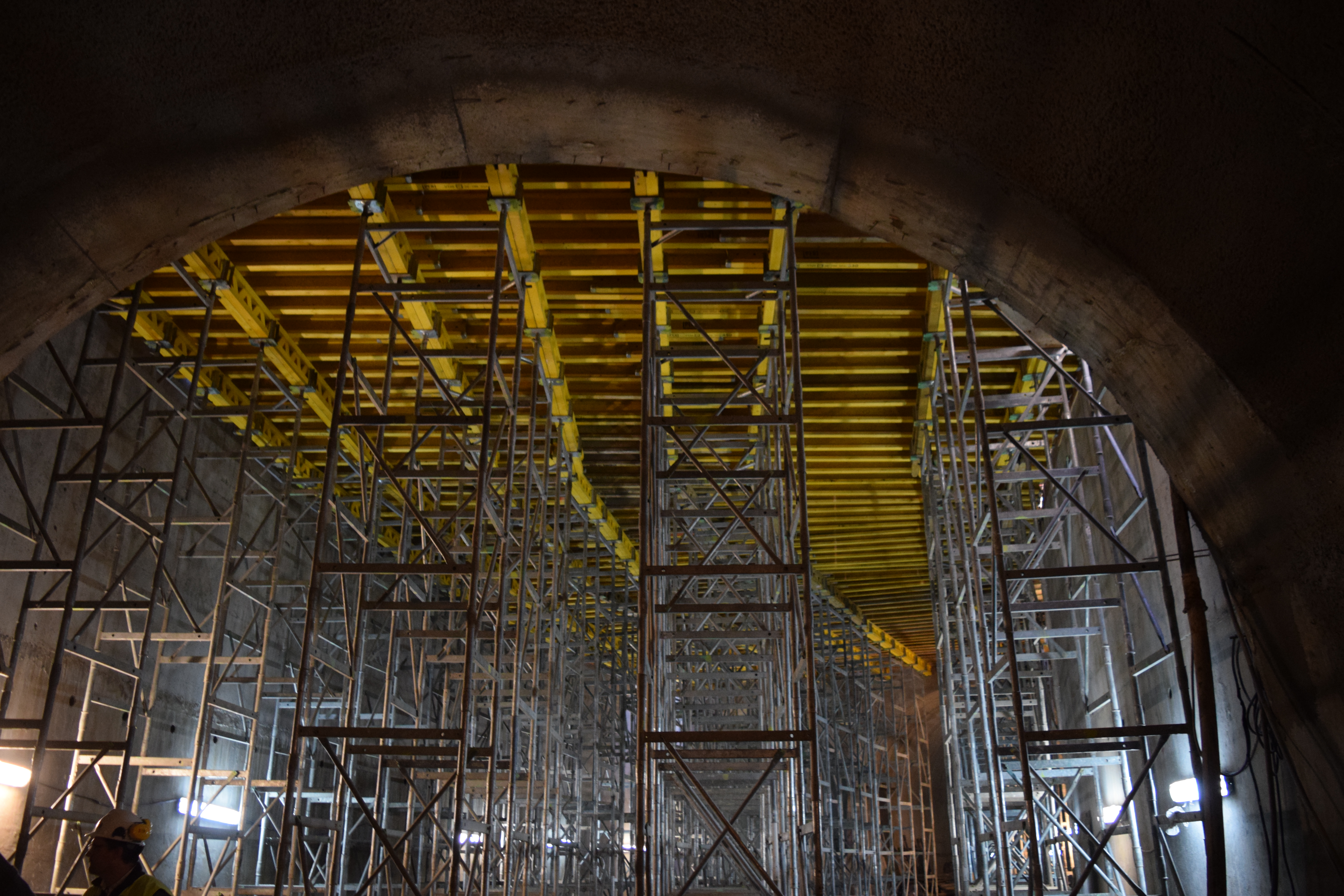
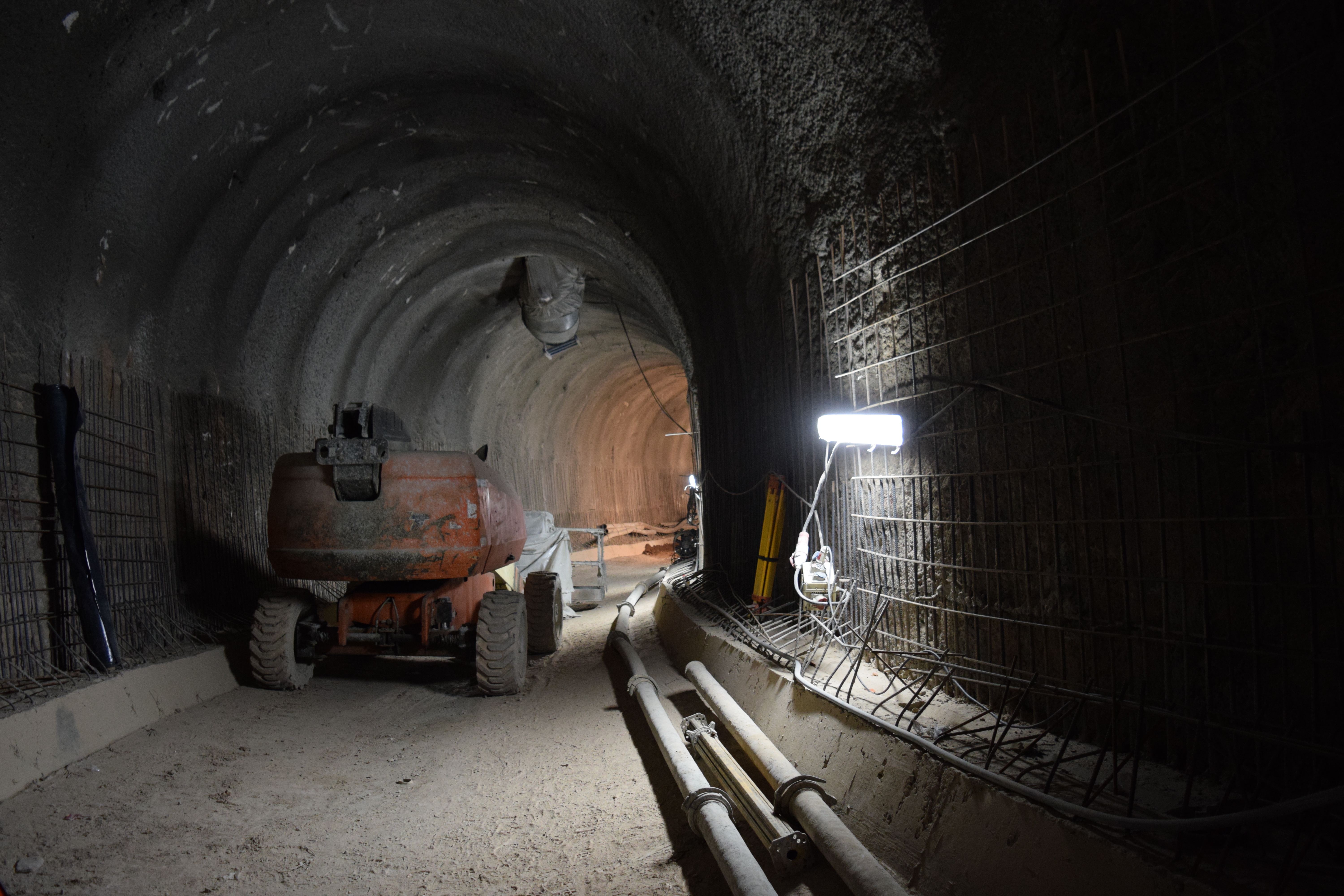